# Lonigo
Lonigo (Lonìgo in veneto) è un comune italiano di 16 036 abitanti della provincia di Vicenza in Veneto. È il centro di riferimento della cosiddetta "Area Berica" in quanto sorge ai piedi dei Monti Berici, oltre ad essere il centro più popoloso della parte meridionale della provincia.

## Geografia fisica
Lonigo si trova nel nord-est della penisola italiana, in provincia di Vicenza, al confine con la provincia di Verona. È attraversato dal fiume Guà, dal torrente Togna e dal rio Acquetta.

## Origini del nome
Citato nel 1046 come Leonicus e più tardi anche come Lunico, il toponimo è un prediale derivato dal personale latino Leo con l'aggiunta del suffisso -īcus che indica appartenenza.
In passato erano diffuse numerose paraetimologie: alcuni lo hanno messo in relazione alla Luna, altri con la famiglia romana dei Leonici de' Flavii, altri ancora con il segno zodiacale del Leone sotto il quale sarebbe iniziata la costruzione del castello.

## Storia

### Epoca antica e Medioevo
Il territorio del Comune di Lonigo fu abitato, fin dalla preistoria, da genti paleovenete come sembrano confermare i reperti archeologici rinvenuti nei pressi di Alonte.
Nel II secolo a.C. popolazioni venete in parte romanizzate, probabilmente, frequentarono questi luoghi, mentre, sempre nello stesso periodo, è certa la presenza di coloni romani, dimostrata dalle lapidi ritrovate in località Casalino e Colombaron. Il primo stanziamento di una popolazione permanente dovrebbe risalire al II secolo a.C. tra le località di Santa Marina e San Tomà.
Quando, alla fine del IX secolo, a causa delle prime scorrerie degli Ungari, l'abitato tra Santa Marina e San Tomà fu distrutto, parte della popolazione si rifugiò a Bagnolo e parte si insediò nel centro di Lonigo, dove fu costruita una fortificazione nei pressi del Duomo e di Villa Mugna; forse, però, era qualcosa di più di una semplice barriera a protezione della chiesa e degli inermi, ma un vero e proprio castello costruito per i Malacappella. Quest'ipotesi è sostenuta dal fatto che l'antica pieve di san Cristoforo, interna al castello, esercitava la sua giurisdizione solo nello stretto ambito cittadino e nel XIV secolo non aveva ancora cappelle dipendenti, il che dimostra che era di origine gentilizia.
Il castello dei Malacappella venne inizialmente detto "Calmano" (da callis magnus), ma più tardi, in epoca veneziana, venne semplicemente chiamato "Castellazzo" (o "Castellaccio"): come risulta dalle antiche cronache, era certamente di dimensioni cospicue, disponeva di ampio fossato circostante, di ponte levatoio e di numerose "canipae" sotterranee in grado di assicurare la sussistenza per lunghi periodi a più di 3 500 persone. Anche se molto probabilmente sopraelevate e rinforzate in epoca scaligera, del castello dovevano far parte anche le due torri che tuttora esistono davanti e dietro al Duomo.
Nel X secolo per la prima volta, viene utilizzato il nome di Lonigo (nella forma latina Leunicus) in un atto notarile rogato a Verona il 2 novembre 926.
Negli anni successivi compaiono in atti notarili, notizie di compravendite di terreni avvenute in Leunigus o di persone residenti in Leunigus o in castro Leunico.
Verso la fine dell'XI secolo la città di Vicenza acquistò il territorio di Lonigo e lo mantenne, nonostante le continue contese tra Guelfi e Ghibellini, nelle quali fu spesso coinvolto il castello.

Nel 1266 — alcuni anni dopo la morte di Ezzelino III da Romano — come Vicenza anche Lonigo fu soggiogata da Padova e nel 1311 dagli Scaligeri che avevano sconfitto i padovani (il castello di Lonigo subì ancora gravi danni nel 1312, a guerra non finita, nel corso di un ennesimo attacco dei padovani). Tali eventi e l'importanza che tutta la zona rivestiva sotto il profilo militare indussero Cangrande della Scala a restaurare il castello e a cingere con forti mura tutto il borgo. In quest'epoca Lonigo divenne dunque una città murata, e poté così meglio resistere ai reiterati attacchi dei Carraresi, che ripresero negli ultimi decenni del Trecento. Fu anche sede del Vicariato civile che, oltre a Lonigo, comprendeva anche i territori di Alonte e Sarego; nel 1387, come tutto il territorio vicentino, fu sottomesso alla signoria di Gian Galeazzo Visconti.
Le lotte e le incertezze, conseguenti alla morte di Gian Galeazzo Visconti nel 1402, finirono con l'intervento della Repubblica di Venezia, che estese la sua influenza a tutta la terraferma veneta. L'8 aprile 1404, con il famoso "Patto di dedizione", Lonigo legò, per quattro secoli, il suo destino a quello della Repubblica di San Marco.

### Epoca moderna e contemporanea
Sotto il governo della Serenissima, Lonigo, premiata per la sua fedeltà, fu una podestaria autonoma, privilegio condiviso nel vicentino con la sola città murata di Marostica. Questo benevolo trattamento che Venezia riservava ai Leoniceni causò però un profondo attrito con Vicenza, che vedeva compromessa la propria autorità, in realtà l'autorità delle famiglie aristocratiche vicentine, dalle quali uscivano tutti i vicari territoriali, non venne mai pregiudicata mentre il podestà veniva nominato direttamente dalla Dominante.
La disputa divenne rovente nel 1410 quando i Vicentini pretesero il contributo dei Leoniceni per l'escavazione "fovee burgi Pusterla"; si sentirono rispondere "necesse esse reparari Rocham et Zintam et foveam dicte zinte terre Leonici" e che per il restauro di tali opere fortificate Vicenza doveva dare un contributo in favore di Lonigo detraendolo dai proventi derivanti dalle condanne. Fortunatamente i Veneziani gettarono subito acqua sul fuoco e con una sua ducale dell'11 aprile il doge Michele Steno stabilì che i predetti proventi fossero adoperati per le fortificazioni vicentine e che, se qualche cosa fosse sopravvanzato, "expendatur in laboreriis et reparationibus Leonici". La questione fu poi ripresa nel 1441 e una nuova ducale stabili che "le riparazioni delle fortificazioni di Lonigo si faranno per due terzi a spese di quel Comune e per un terzo col ricavato delle condanne di Vicenza".
Nel 1428 nacque forse a Lonigo l'importante umanista Niccolò Leoniceno.
La rovina del castello e delle mura di Lonigo ebbe inizio nel 1435 quando la città fu assediata ed occupata dalle truppe di Francesco Sforza e Nicolò Piccinino; altri danni, con la distruzione di buona parte delle mura, intervennero dal 1509 al 1517, all'epoca della guerra della Lega di Cambrai. A causa della peste del 1630 il paese perse addirittura la metà dei suoi abitanti.
Nel 1797, qualche mese dopo la caduta della Serenissima, Lonigo così come tutto il Veneto fu ceduto da Napoleone all'Austria con il trattato di Campoformio; nel 1806 fu aggregato al Regno d'Italia, vassallo dell'impero francese e nel 1815, alla caduta di questo, il Congresso di Vienna assegnò i territori all'Austria che costituì il Regno Lombardo-Veneto, del quale Lonigo fece parte fino al 1866, anno dell'annessione al Regno d'Italia.
Sotto il governo austriaco, Lonigo conobbe un periodo di notevole prosperità e nel 1833 fu insignita da S.M. Apostolica l'Imperatore d'Austria Francesco I del titolo di Città. L'Ottocento fu il secolo di maggior splendore economico per Lonigo; sotto la spinta del principe Giovanelli e delle più importanti famiglie, si affermò l'industria, in particolare quella della seta che, accanto alla ricca agricoltura, fecero di Lonigo la piccola capitale del Basso Vicentino. 
Lonigo è stato il paese di adozione di Arnaldo Fraccaroli, giornalista, scrittore, commediografo, sceneggiatore nonché l'inventore dell'espressione «dolce vita» che egli coniò per dare il titolo alla sua commedia del 1912 La dolce vita, titolo che Federico Fellini riutilizzerà nel 1960 per il suo ominomo film interpretato da Anita Ekberg e Marcello Mastroianni.
Nel 2013, a seguito dell'emergenza Pfas in Veneto, il Comune di Lonigo diventa l'epicentro della Zona Rossa della grande contaminazione chimica causata dalla Miteni di Trissino.

### Simboli
Lo stemma comunale è stato riconosciuto con decreto del capo del governo del 22 aprile 1929.
Il gonfalone, concesso con regio decreto del 24 dicembre 1928, è un drappo di azzurro.

## Monumenti e luoghi d'interesse

### Centro storico

#### Duomo

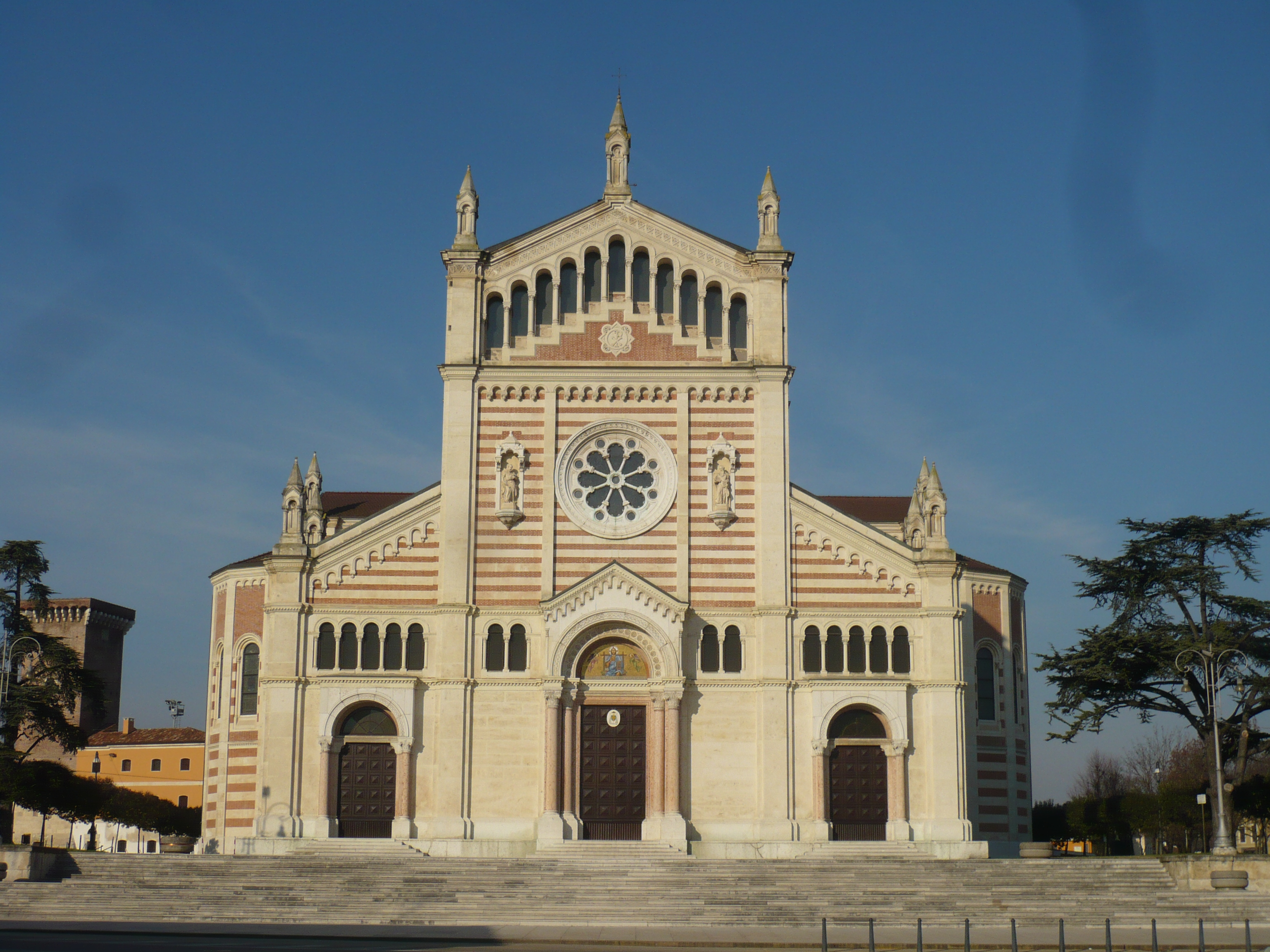
Duomo di Lonigo

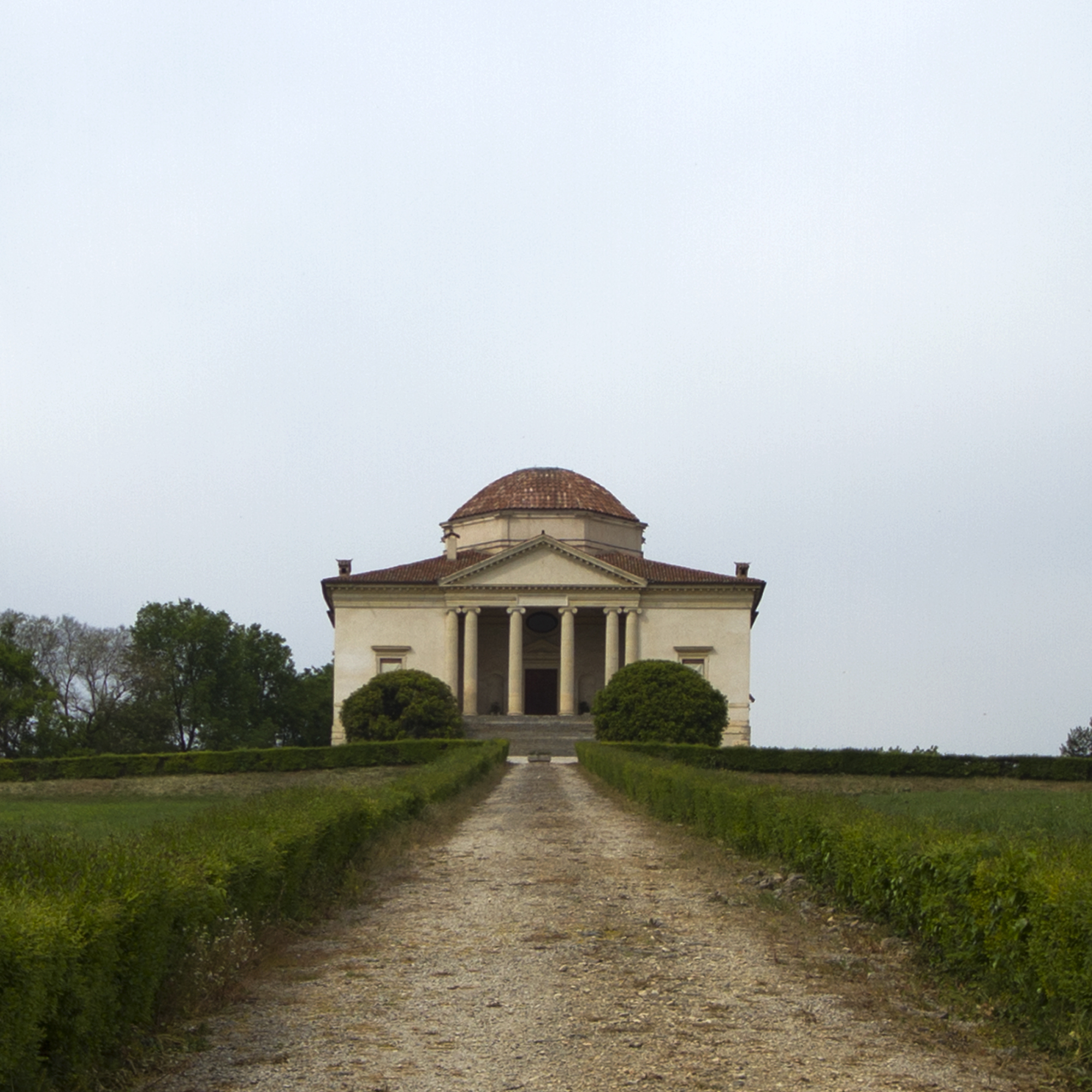
La "Rocca Pisana"

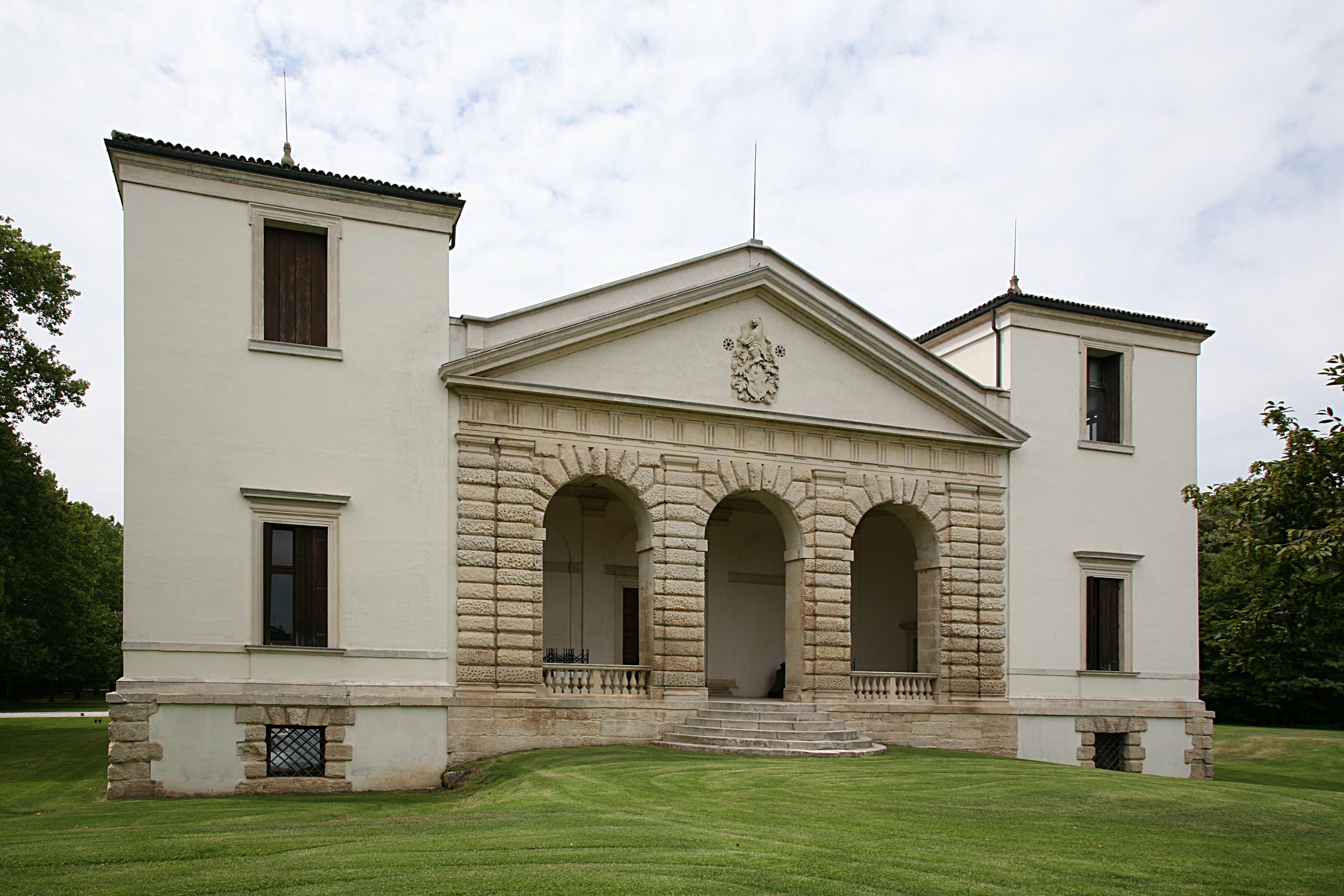
Villa Pisani di Bagnolo

Imponente chiesa ottocentesca, eretta in forme neoromaniche e a croce latina a tre navate

#### Teatro comunale
Finito di restaurare nel 1993, ospita concerti, opere liriche, opere teatrali.

#### Altro
Palazzo Pisani
Torri dell'Antico Castello
Chiesa Vecchia
Ippodromo comunale
Polmone verde della città, anno di impianto alberato 1868, chiamato così perché si svolgeva l'antica Fiera dei Cavalli, dal 1986 divenuta fiera campionaria. Vi si svolgevano annualmente periodiche manifestazioni ed anche campionati e finali mondiali di speedway. Ora, a tale attività sportiva, è stata approntata in una apposita pista in via Santa Marina.
Villa San Fermo (Villa Giovanelli)
La facciata della villa domina la pianura. Il settore centrale è racchiuso da due torrette piuttosto basse. All'interno i due grandi locali a fianco dell'ingresso, illuminati da vetrate, erano usati come serra per fiori e piante. Salendo lo scalone si giunge al piano nobile, dove un ballatoio separa le due ali della villa.
A sinistra si trova la sala della musica o sala della principessa. Nel soffitto è presente un affresco eseguito da Mosè Bianchi, che raffigura Flora sorretta da una densa nube e circondata da amorini.
Il salone d'onore o salone da ballo è considerato il cuore della villa perché qui si svolgevano i ricevimenti organizzati dai principi. Mosè Bianchi divise il soffitto in tre ovati: nel primo viene rappresentato il Trionfo della Pace, nel secondo il Trionfo della Gloria e nel terzo l'Allegoria della Guerra. Un elemento di spicco del salone è il monumentale caminetto, proveniente da un palazzo Contarini di Venezia e risalente al Cinquecento.
Nella biblioteca del principe a capeggiare sul soffitto è il dipinto di Bianchi che raffigura i due personaggi danteschi Paolo e Francesca. Nella stanza è rimasta al suo posto la libreria in legno di ciliegio che conteneva i libri dei principi.
Altri ambienti di rappresentanza sono la sala da pranzo, o sala delle sei porte, la sala degli stucchi, la sala di conversazione e la sala da fumo.
La maestosa scalea è opera di Gaetano Balzaretti, così come il parco e il giardino che circondano la villa.

### Dintorni

#### Villa Pisani, detta la "Rocca Pisana"
Opera di Vincenzo Scamozzi

#### Villa Pisani di Bagnolo
Opera del 1542 di Andrea Palladio, inserita dal 1996 nella lista dei patrimoni dell'umanità dell'UNESCO assieme alle altre ville palladiane del Veneto.

#### Santuario di Santa Maria dei Miracoli, in frazione Madonna

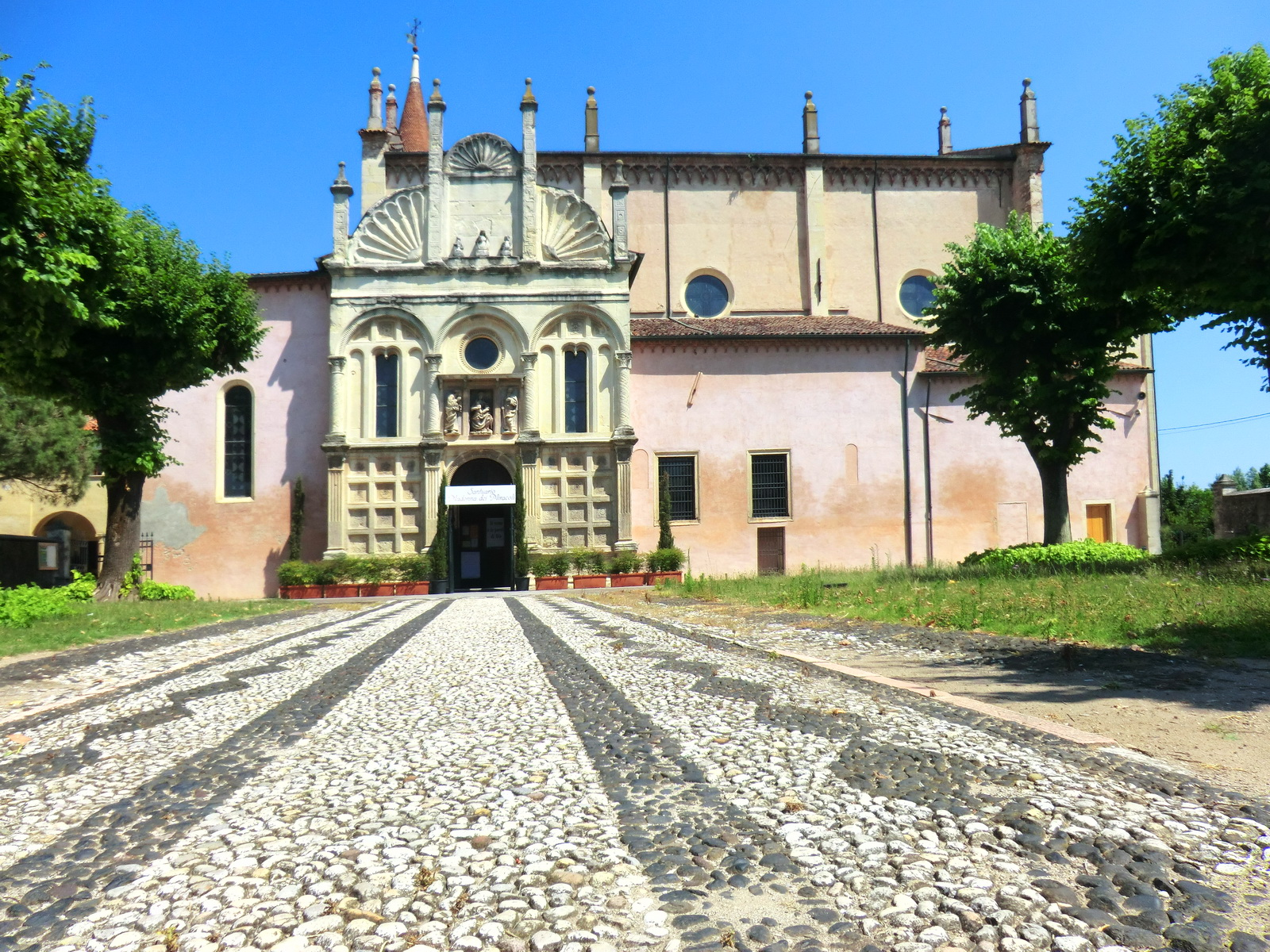
Santuario di Santa Maria dei Miracoli

Fu dei Benedettini prima e degli Olivetani poi. Si tratta di una cappella affiancata nel 1488-1501 da una chiesa gotica con facciatina lombardesca; vi si venera un'immagine miracolosa della Vergine di fronte alla quale è una raccolta di tavolette votive; la cappella si apre nella chiesa ornata di grandi affreschi barocchi. La cappella con l'immagine della Vergine, decorata con notevoli stucchi barocchi, è preceduta da un'iconostasi sormontata dalle statue dei quattro dottori della Chiesa. Annesso alla chiesa c'è anche un museo con numerosi preziosi antichi ex voto.

## Società

### Evoluzione demografica
Abitanti censiti

### Etnie e minoranze straniere
Secondo i dati ISTAT al 31 dicembre 2020 la popolazione straniera residente era di 2 583 persone. Le nazionalità maggiormente rappresentate in base alla loro percentuale sul totale della popolazione residente erano:
1. Romania: 693 (4,23%)
2. Serbia: 480 (2,93%)
3. Albania: 471 (2,64%)
4. Bangladesh: 423 (2,58%)
5. Marocco: 315 (1,92%)
6. India: 247 (1,51%)
7. Ghana: 129 (0,79%)
8. Cina: 47 (0,29%)
9. Bosnia ed Erzegovina: 41 (0,25%)
10. Senegal: 40 (0,24%)

## Cultura
Lonigo è un polo di rilievo nell'agroalimentare: vi ha infatti sede l'Istituto di genetica e sperimentazione agraria Nazareno Strampelli; inoltre il territorio comunale rientra nella zona di produzione della DOP prosciutto Veneto Berico-Euganeo.

### Eventi
Le manifestazioni storicamente di maggior rilievo sono le fiere: la più antica è la fiera di San Giacomo, attestata dal 1100, che ha luogo il 25 luglio; vi è poi la fiera di marzo, la cui prima edizione si tenne il 25 marzo 1486. Entrambe si focalizzano sull'agroalimentare.
Il folklore religioso si esprime invece nella via crucis che il venerdì santo viene celebrata per le strade cittadine, partendo dal convento dei Frati Minori per arrivare al Duomo. Molto sentita è anche la festa di Sant'Antonio, celebrata il 13 giugno con lo sfilamento in processione dell'effigie consacrata.

## Geografia antropica

### Frazioni

#### Bagnolo
Nel Medioevo vi sorse un fortilizio, come attestato sia da cronisti vicentini che da veronesi, i quali lo definiscono oggetto di aspre contese tra Vicenza e Verona. Appare verosimile che esso sorgesse nell'area occupata nel XIV secolo dalla domus dominicalis dei nobili Nogarola, sostituita poi nel Cinquecento dalla palladiana Villa Pisani.

#### Madonna
Nella frazione Madonna si trova il Santuario di Santa Maria dei Miracoli e il monumento ai Caduti del 1922, opera dello scultore E. Caldana

#### Monticello
A Monticello, durante il Medioevo, vi era certamente un castello: le cronache dell'epoca e alcuni documenti del XV secolo ricordano spesso la ora castelli e associano sempre il castello alla chiesa, probabilmente perché la genesi del maniero è da ricondursi all'incastellamento - cioè alla fortificazione della chiesa - nel X secolo o perché la chiesa sorse sulle rovine del castello una volta che questo fu distrutto nel XIII.
Se l'origine di questo castello non è nota, sono invece note la famiglia che lo possedeva e l'epoca della sua distruzione, entrambe descritte - seppure nel Quattrocento - dal Pagliarino nella sua Cronica: «… fu posseduto longo tempo dalla nobile famiglia de' Monticelli… e fu distrutto da Eccelino, essendo stato questo castello sempre inimico del popolo vicentino» (III, 162). Sempre secondo il Pagliarino, la storia della suddetta famiglia de' Monticelli si concluse subito dopo tragicamente perché «… fu da lui (Eccelino) estinta mentre teneva la signoria di Verona, percioché mandò li soldati padovani a far prigioni Monte et Attaldo et posti in ferri se li fece condurre avanti, alli quali nell'anno 1253 fece troncare il capo» (I, 44). I documenti successivi all'epoca ezzeliniana non parlano più del castello e tutto lascia credere che dopo i fatti citati esso non sia più stato ricostruito.
Nella frazione di Monticello di Lonigo è presente una chiesa dedicata a Sant'Apollinare, collocata su un piazzale che sovrasta la pianura e le piccole valli in direzione Lonigo.

## Infrastrutture e trasporti
Lonigo è interessata dalle strade provinciali SP500 da Cologna Veneta, SP XII da San Bonifacio e dalla Strada Provinciale 14 da Noventa Vicentina.
La stazione di Lonigo è una fermata ferroviaria posta sulla linea Milano-Venezia, servita dalle corse regionali svolte da Trenitalia nell'ambito del contratto di servizio stipulato con la Regione Veneto. La stazione è lontana 5 km dal centro e si trova in località Locara (VR).
A causa della relativa distanza dal centro cittadino, nel 1882 la stessa fu collegata con un'apposita diramazione della tranvia San Bonifacio-Lonigo-Cologna Veneta, che aveva fermate anche a San Giovanni e presso l'ippodromo, oltre che nel centro cittadino. Alla chiusura di questa, nel 1937, la diramazione fu riconvertita nella ferrovia Lonigo-Lonigo Città, in esercizio fra il 1951 e il 1965.

## Amministrazione

### Sindaci nominati dal CLN
| Periodo | Periodo | Primo cittadino    | Partito | Carica  | Note |
| ------- | ------- | ------------------ | ------- | ------- | ---- |
| 1945    | 1946    | Virgilio Marchetto | PCI     | Sindaco |      |

### Sindaci dal 1946
|                                                      | Francesco Moro                        | Democrazia Cristiana            | 1946-1958      | 1946   |
| 1951                                                 | Francesco Moro                        | Democrazia Cristiana            | 1946-1958      |        |
| 1956                                                 | Francesco Moro                        | Democrazia Cristiana            | 1946-1958      |        |
|                                                      | Alfonso Battaglia                     | Democrazia Cristiana            | 1958-1967      | (1956) |
| 1960                                                 | Alfonso Battaglia                     | Democrazia Cristiana            | 1958-1967      |        |
| 1964                                                 | Alfonso Battaglia                     | Democrazia Cristiana            | 1958-1967      |        |
|                                                      | Giovanni Lovato                       | Democrazia Cristiana            | 1967-1970      | (1964) |
|                                                      | Remigio Tomba                         | Democrazia Cristiana            | 1970-1980      | 1970   |
| 1975                                                 | Remigio Tomba                         | Democrazia Cristiana            | 1970-1980      |        |
|                                                      | Angelo Mistrorigo                     | Democrazia Cristiana            | 1980-1985      | 1980   |
|                                                      | Santo Dal Maso                        | Democrazia Cristiana            | 1985-1995      | 1985   |
| 1990                                                 | Santo Dal Maso                        | Democrazia Cristiana            | 1985-1995      |        |
| Sindaci eletti direttamente dai cittadini (dal 1995) |                                       |                                 |                |        |
|                                                      | Giuliano Crivellari                   | Partito Popolare Italiano       | 1995-1996      | 1995   |
|                                                      | Filippo Rubino (Commiss. prefettizio) | -                               | 1996-1997      | -      |
|                                                      | Giuseppe Boschetto                    | Centro-sinistra                 | 1997-2006      | 1997   |
| 2001                                                 | Giuseppe Boschetto                    | Centro-sinistra                 | 1997-2006      |        |
|                                                      | Silvano Marchetto                     | Centro-destra                   | 2006-2009      | 2006   |
|                                                      | Sergio Porena (Commiss. prefettizio)  | -                               | 2009-2010      | -      |
|                                                      | Giuseppe Boschetto                    | Centro-sinistra                 | 2010-2015      | 2010   |
|                                                      | Luca Restello                         | Lega Nord                       | 2015-2020      | 2015   |
|                                                      | Pier Luigi Giacomello                 | Liste civiche - Centro-sinistra | 2020-in carica | 2020   |

### Gemellaggi
- Abensberg, dal 1999

Il comune fa parte del movimento patto dei sindaci.

## Sport
La pratica calcistica è portata avanti dall'A.C. Lonigo 1910, la cui storia si è dipanata nelle divisioni dilettantistiche locali.
In località S. Marina è presente una pista di speedway.
Tra gli sportivi importanti di Lonigo sono da citare:
- il ciclista Davide Rebellin, vincitore nelle grandi classiche su strada del Nord Europa, sepolto nel cimitero di famiglia di Madonna di Lonigo;
- l'alpinista Mario Vielmo, scalatore dei quattordici Ottomila, di cui tredici senza l'uso di ossigeno.